# Härligt ljusblåa ögon
Härligt ljusblå ögon är ett studioalbum från 1988 av dansbandsgruppen Leif Bloms. 
Låten "Bara för en stund" testades på Svensktoppen två gånger, men tog sig inte in på listan. Första testet skedde i december 1986, och andra testet den 7 januari 1989. 

## Låtlista
| Nr  | Titel                                                           | Låtskrivare                                  |
| --- | --------------------------------------------------------------- | -------------------------------------------- |
| 1.  | "Härligt ljusblå ögon"                                          | Göran Lindberg                               |
| 2.  | "Ingen annan än du" ("Johnny Angel")                            | Lee Pockris, Lyn Duddy, Mona Gustafsson      |
| 3.  | "När livet leker"                                               | Eva Andersson                                |
| 4.  | "Bara för en stund"                                             | Gert Blom, Mona Gustafsson                   |
| 5.  | "Med dej i mina armar"                                          | Kai Gullmar , Hasse Ekman                    |
| 6.  | "Lady in Red"                                                   | Chris de Burgh                               |
| 7.  | "You Don't Own Me"                                              | John Madara, David White, Mona Gustafsson    |
| 8.  | "Ännu är det sommar"                                            | Mona Gustafsson                              |
| 9.  | "En enda blick från dig"                                        | Mona Gustafsson                              |
| 10. | "På en öde ö"                                                   | JC Ericsson                                  |
| 11. | "Måsen"                                                         | Hasse Andersson                              |
| 12. | "Släng dej i väggen"                                            | Helene Andersson                             |
| 13. | "Den ena vit, den andra röd" ("Cerisier rose et pommier blanc") | R. S. Louiguy, Marcel Ageron , Gösta Rybrant |
| 14. | "Om du stannar kvar"                                            | Mona Gustafsson                              |

### Fotnoter
1. ↑  ”Svensk mediedatabas”. http://smdb.kb.se/catalog/id/001486264. Läst 13 maj 2011.
2. ↑  ”Svensk mediedatabas”. http://smdb.kb.se/catalog/id/001479406. Läst 13 maj 2011.
3. ↑  ”Mona Gustafsson”. http://www.monags.se/fakta/fakta_svensktoppen.htm. Läst 13 maj 2011.